# 寺島紫明
寺島 紫明（てらじま しめい、1892年〈明治25年〉11月8日 ‐ 1975年〈昭和50年〉1月12日）とは、明治時代から昭和時代にかけての日本画家。

## 来歴
鏑木清方の門人。名は徳重、兵庫県明石郡明石町字樽屋町にて生れる。父は綿布問屋柿屋の当主寺島徳松、母は「とし」。上に二人の姉がいる三人兄弟の末っ子であった。幼少時は病弱で尋常小学校に通う頃から健康になったが、当時の男の子に似合わぬおとなしい気性で、姉たちとままごとなどしたりするのを母としは案じた。やがて徳重は九つになると読書に熱中するとともに、目に付くものをスケッチするようになり、十一になると『源氏物語』を原文で読破する。しかしこの徳重の様子に、親や姉また親類の者は将来を心配するばかりであったという。
1908年（明治41年）3月、徳重は高等小学校を卒業すると、大阪の木綿卸問屋丹波屋に商売を見習うため明石から通うようになった。丹波屋の主は父方の伯父に当たり、徳重の姉文江が養女として入っていた家である。しかし徳重が大阪へ通うようになったのは家から外に出る口実で、地元明石の「潮会」という集まりに入って文学や絵画について論じあうのに熱心であった。また短歌をたしなみ若山牧水の門下となっている。徳重十七歳の時、父徳松が死去し柿屋は徳重のもう一人の姉つたが婿を取って継ぐことになった。徳重は自由気ままに暮らし、明治44年には寺島玉簾の名で雑誌『創作』に短歌を発表している。
二十歳になると潮会の一人であった画家柳田健吉を頼って東京に行き、駒込に下宿する。そこの下宿人にはほとんど画学生が占め、その影響もあって徳重も東京の景物をスケッチすることに身を入れるようになるが、柳田は満州の新聞社に就職が決まり旅立つことになった。そのとき柳田は徳重に、然るべき画家に入門して正式に絵を習うよう諭す。柳田は画家長野草風に徳重のことを託し、その草風の口利きで徳重は鏑木清方の門下となることができた。徳重二十一歳の時のことである。
清方に入門して一年、徳重は巽画会に「柚子湯」と「菖蒲湯」の対幅を出品し三等賞を受賞する。さらに一年後、清方の門人展である第1回郷土会展に「夕立」と「夕月」を出品。清方はこの「夕月」の出来について大いに気に入っていたという。昭和になると帝展や文展に出品するようになり絵画の制作を続けたが、1936年（昭和11年）東京から離れることを決め、西宮市甲東園にあった姉つたの持ち家に移り住んだ。1941年（昭和16年）の第4回新文展では「寸涼」が第一部特選となる。1943年（昭和18年）から三年ほど絵を描くことを止め、1945年（昭和20年）春には徴用により川西航空機の仁川工場で働く。
戦後は日展に二十六年間にわたって絵を出品した。1971年（昭和46年）、勲四等旭日小綬章を受勲するが、同年5月観劇中に倒れる。その後再起して展覧会に絵を出品することもあったが、1974年（昭和49年）秋に危篤状態となり、翌年脳出血により死去。享年83。墓所は明石市船上町の護国寺密蔵院、戒名は大勲院高徳紫明居士。生涯独身であった。

## 作品
- 「夕月」　絹本着色　大関株式会社所蔵[4]　※1916年（大正5年）
- 「夕映（姉弟）」　大関株式会社所蔵　※1919年（大正8年）
- 「旅芸人」　絹本着色　大関株式会社所蔵　※1921年（大正10年）
- 「爪」　絹本着色　大関株式会社所蔵　※1930年（昭和5年）
- 「秋単衣」　絹本着色　※1942年（昭和17年）
- 「彼岸」　絹本着色　京都国立近代美術館所蔵　※1946年（昭和21年）
- 「甲南夫人」　絹本着色　※1953年（昭和28年）
- 「夕ぐれ」　紙本着色　※1954年（昭和29年）
- 「長い髪の婦人」　団扇　ホノルル美術館所蔵　※1960年（昭和35年）頃
- 「舞妓」　紙本着色　※1961年（昭和36年）
- 「舞妓」　紙本着色　※1969年（昭和44年）